# 眞含院
眞含院（しんがんいん、享保18年5月1日（1733年6月12日） - 文化5年3月7日（1808年4月2日））は、福岡藩主黒田継高の継嗣・黒田重政の正室。眞含院は落飾後の院号で、実名は菊姫、菊子。子に男児（夭折）、娘（夭折）、黒田治之の正室となった娘・屋世がいる。

## 生涯
享保18年（1733年）に薩摩藩主島津継豊の娘として白金の島津藩邸にて誕生した。母は5代将軍徳川綱吉養女のち8代将軍徳川吉宗の養女となった竹姫（浄岸院）であるため、徳川吉宗の義理の孫となる。菊姫は母の竹姫と江戸で生活を共にし、国許の薩摩へは一度も入ることはなかった。菊姫は寛延2年（1749年）に福岡藩継嗣であった黒田重政と婚約、宝暦5年（1755年）に婚姻が成立し、霞ヶ関の黒田藩邸に入った。
菊姫より年下の重政との夫婦仲は良かったと伝わる。重政との間には屋世（黒田治之室）、娘（夭折）、男児（夭折）をもうけた。
しかし、重政は宝暦12年（1762年）に29歳で藩主を継がぬまま死去した。菊姫は落飾し、眞含院と号した。重政との間に儲けた男児は夭折していたため、藩主黒田継高は四男・長経（重政の弟）を継嗣に定めたが、長経も翌年の宝暦13年（1763年）に死去した。2人の死によって、福岡藩主家における如水、長政以来の男系の血統は途絶えた。
眞含院は、生まれた男児を亡くさなければ黒田本家の血統を途絶えさせることはなかったと、男児を死なせたことを悔やんだと伝えられている。
継高は一橋徳川家から養嗣子（治之）を迎えるにあたり、眞含院と重政の娘の屋世を養女に迎えて、屋世を治之に娶らせた。しかし、屋世も11歳で死去した。当然子供もいないため、如水、長政以来の血統は男系・女系とも断絶したが、眞含院は姑の継高正室圭光院と仲が良く、福岡藩黒田家の永続のために尽力している。
晩年は夫・重政と娘・屋世の菩提を弔う日々を送った。
文化5年（1808年）3月7日に桜田の黒田藩邸にて死去。